# マルベジャFC
マルベジャ・クルブ・フトボル（Marbella Fútbol Club）は、スペイン・アンダルシア州マラガ県マルベーリャに本拠地を置くサッカークラブ。1997年に創設され、2021-22シーズンはテルセーラ・ディビシオンRFEFに在籍している。

## 歴史
1997年、CAマルベジャが解体された後すぐにUDマルベジャという名でこのクラブは誕生した。また、CAマルベジャにはアトレティコ・マドリードが資金を捻出していた。2000-01シーズン、UDマルベジャはテルセーラ・ディビシオン優勝を果たしたが、ベティスBとの昇格プレーオフに敗れ、セグンダ・ディビシオンBとはならなかった。2003-04シーズン、セグンダB昇格を決めると、2009-10シーズンにはコパ・デル・レイでベスト32まで勝ち進んだ。
2019-20シーズン、セグンダBにてシーズンをリーグ2位で終え、セグンダ・ディビシオン昇格プレーオフに回った。しかし、セルタ・デ・ビーゴBに敗戦し、2部昇格の夢は潰えた。

### クラブ名の変遷
- CAマルベジャ - (1947-1997)
- UDマルベジャ - (1997-2013)
- マルベジャFC - (2013-)

## タイトル

### 国内タイトル
- テルセーラ・ディビシオン
  - 2001-02, 2013-14

### 国際タイトル
なし

## 過去の成績

### UDマルベジャ時代
| シーズン | レベル | ディヴィジョン | 順位 | コパ・デル・レイ |
| -------- | ------ | -------------- | ---- | ---------------- |
| 1997/98  | 5      | レヒオナル     | 1位  |                  |
| 1998/99  | 4      | テルセーラ     | 6位  |                  |
| 1999/00  | 4      | テルセーラ     | 8位  |                  |
| 2000/01  | 4      | テルセーラ     | 1位  |                  |
| 2001/02  | 4      | テルセーラ     | 6位  | 予選敗退         |
| 2002/03] | 4      | テルセーラ     | 2位  |                  |
| 2003/04  | 3      | セグンダB      | 15位 |                  |
| 2004/05  | 3      | セグンダB      | 5位  |                  |

| シーズン | レベル | ディヴィジョン | 順位 | コパ・デル・レイ |
| -------- | ------ | -------------- | ---- | ---------------- |
| 2005/06  | 3      | セグンダB      | 12位 | 予選敗退         |
| 2006/07  | 3      | セグンダB      | 7位  |                  |
| 2007/08  | 3      | セグンダB      | 15位 |                  |
| 2008/09  | 3      | セグンダB      | 4位  |                  |
| 2009/10  | 3      | セグンダB      | 19位 | ベスト32         |
| 2010/11  | 4      | テルセーラ     | 10位 |                  |
| 2011/12  | 4      | テルセーラ     | 3位  |                  |
| 2012/13  | 4      | テルセーラ     | 11位 |                  |

### マルベジャFC時代
| シーズン | レベル | ディヴィジョン | 順位    | コパ・デル・レイ |
| -------- | ------ | -------------- | ------- | ---------------- |
| 2013/14  | 4      | テルセーラ     | 1位     |                  |
| 2014/15  | 3      | セグンダB      | 10位    | 1回戦敗退        |
| 2015/16  | 3      | セグンダB      | 14位    |                  |
| 2016/17  | 3      | セグンダB      | 7位     |                  |
| 2017/18  | 3      | セグンダB      | 2位     | 2回戦敗退        |
| 2018/19  | 3      | セグンダB      | 7位     | 1回戦敗退        |
| 2019/20  | 3      | セグンダB      | 2位     | 2回戦敗退        |
| 2020/21  | 3      | セグンダB      | 9位/4位 | 2回戦敗退        |
| 2021-22  | 5      | テルセーラRFEF |         |                  |

- 13シーズン - セグンダ・ディビシオンB
- 9 シーズン - テルセーラ・ディビシオン
- 1シーズン - テルセーラ・ディビシオンRFEF
- 1 シーズン 地域リーグ

## 歴代所属選手
- エステバン・グラネロ 2020-2021

## 歴代監督
- アルバリート 1987-1988
- フアン・ムニス 2006
- オリ 2007-2008
- パブロ・アルファロ 2014-2015
- アイトール・ララサバル 2016